# 灌木叢中的公羊
灌木叢中的公羊（英語：Ram in a Thicket），或稱聖樹與公山羊、叢林中的山羊，是在伊拉克南部的烏爾出土的一對雕塑，可追溯到公元前2600年至公元前2400年左右。目前有一件收藏於倫敦大英博物馆56號房的美索不達米亞畫廊；另一件收藏於美國費城的賓夕法尼亞大學考古學與人類學博物館。
該雕塑在寫實表現力及左右對稱性上表現出高明構成力，可看出蘇美的美術發達階段之成果。從羊與精心排列的花朵之結合，反映出蘇美人對動植物生殖力的關注。

## 發現
這對雕塑是1928—1929年間被考古學家倫納德·伍利發現，動物雕塑被命名為公綿羊（ram），不過實際上更有可能是山羊（goat），因為山羊經常會以後腿站立吃樹上的葉子。
出土位置位於烏爾皇家公墓的「死亡大坑」（PG 1237）。伍利是大英博物館和賓州大學於1922年創立的合作團隊負責人。
伍利根據創世記第二十二章第三節以撒被捆綁的故事，將這對雕塑命名為「灌木叢中的公羊」，其中上帝命令亞伯拉罕以他的儿子以撒獻祭，但天使在最後一刻出面阻止，並啟示了他一頭被雙角困在灌木叢中的公羊，於是亞伯拉罕改以這頭羊獻祭。

## 雕塑

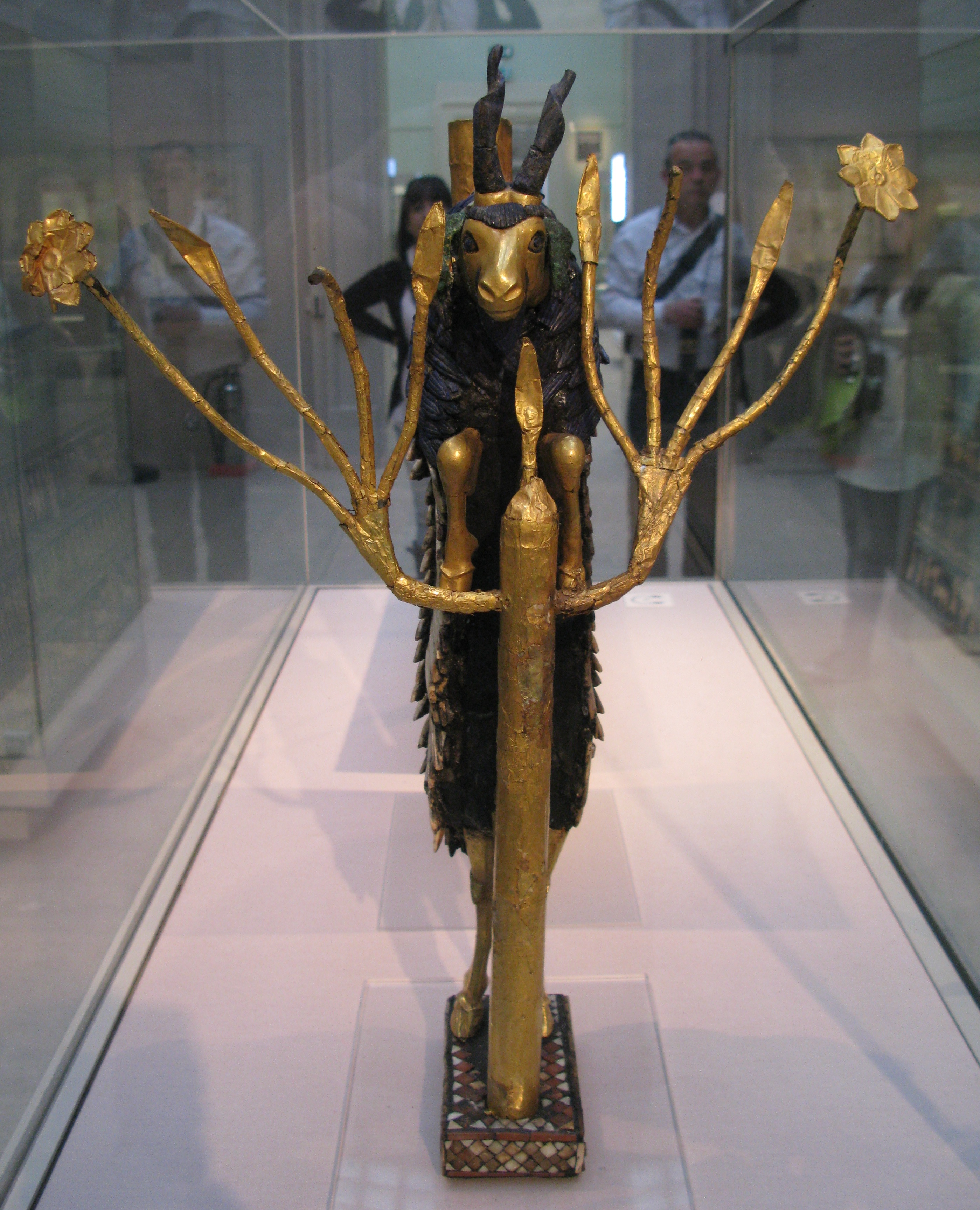
《灌木叢中的公羊》的正面視角（倫敦版本）

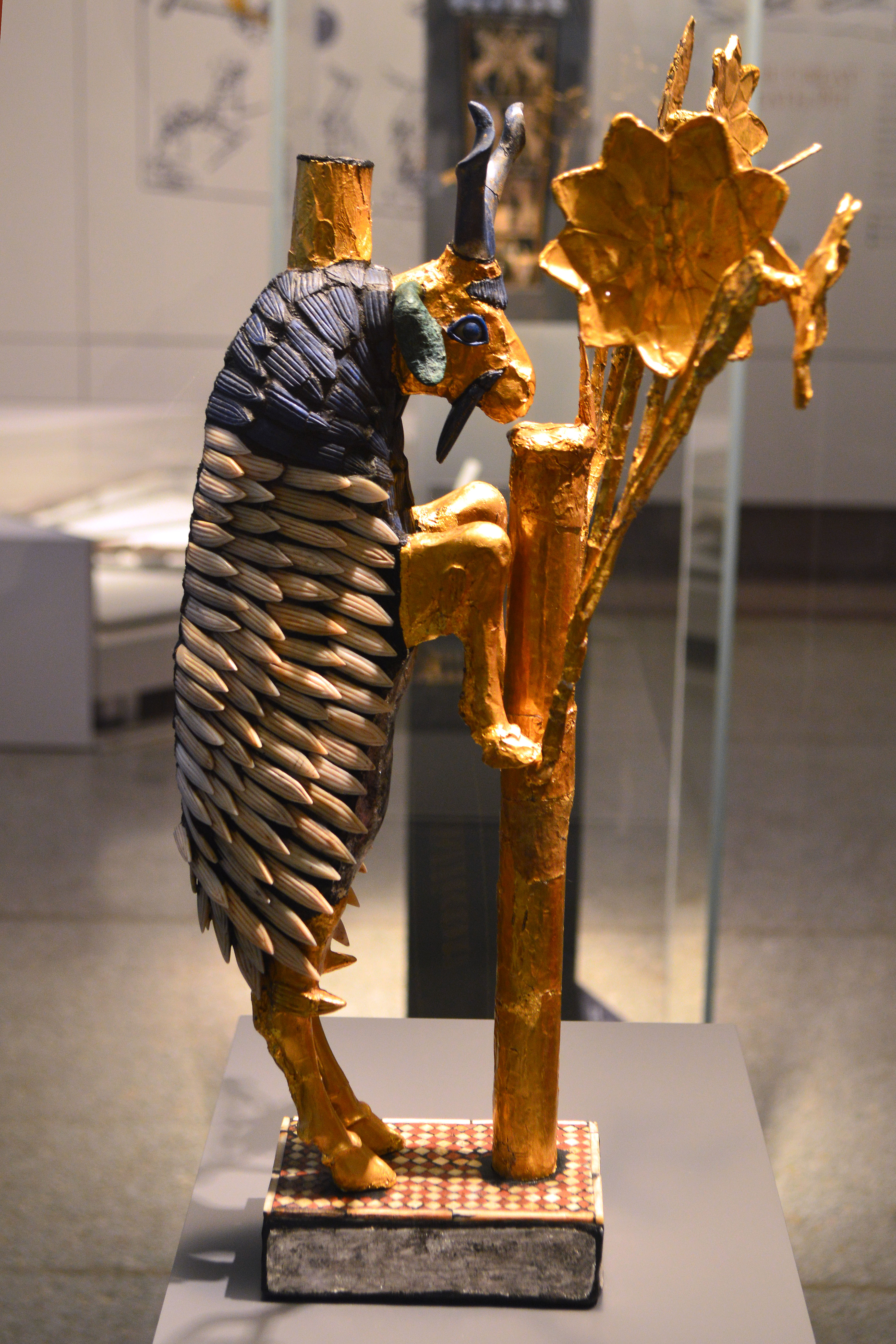
從側面看《灌木叢中的公羊》，賓州大學版本

《灌木叢中的公羊》長45.7公分，但被發現時已被其上方土壤壓扁，裡面的木芯早已分解。這個木芯的臉部和腿部的切工精細，但身體建模較為粗略。在其出土後，伍利用蠟將碎片固定在一起，然後輕輕將雕像壓回原狀。公羊的頭和腿上鋪著金箔，先敲打金箔使其附於木頭上，再以稀少的瀝青將其黏住，铜製耳朵現已長滿綠色的銅銹。它的角、眉毛、鬍子、瞳孔、前額的幾綹頭髮、肩上羊毛是以青金石製成，身體的背毛則是以貝殼製成的，附著在一層厚瀝青上。該雕像的私處被金箔覆蓋，腹部貼著銀箔，但現已氧化無法修復。樹上長滿了金葉和金花。
該公羊雕像以後腿立在一個小型矩形底座上，底座飾有由貝殼、紅色石灰石和青金石組成的馬賽克。底座上的是樹幹，上面覆有金箔。樹幹的頂部有一片垂直的金葉，樹幹的側面伸出兩條樹枝，亦覆有金箔。每條樹枝再分為四條新枝，最後終結於兩片葉子和兩片有八個花瓣的花結，但並未全保留下來。綜觀美索不達米亞史，國王與聖樹密切相關，聖樹的花結與《灌木叢中的公羊》的花結形狀相似，且都有八個花瓣，因此《灌木叢中的公羊》的樹可能是某些聖樹的理想化標準，是古代近東地區常見的生育力象徵。
公羊雕塑原本是用纏繞在球節旁的銀鍊繫在開花的灌木雕塑上，但這些鏈子已完全鏽蝕。這兩件雕像最初可能像對峙主題的動物一樣面對面。從烏爾里拉琴的貝殼飾板也可以看到這類主題，該雕像並非獨立式雕塑，而是實用藝術，因其只構成了架台的下部。上部元件未保存下來，從其肩部向上伸出的管子被用於承舉某種物品，這可見於與其同時代的滾筒印章上的圖案。

## 資料來源
- Leonard Woolley, Ur: the First Phases, Penguin Books, London and New York (1946)
- C.L. Woolley and P.R.S. Moorey, Ur of the Chaldees, revised edition, Ithaca, New York, Cornell University Press, (1982)
- H.W.F. Saggs, Babylonians, The British Museum Press, London (1995)
- D. Collon, Ancient Near Eastern Art, The British Museum Press, London (1995)
- C.L. Woolley and others, Ur Excavations, Vol. II: The Royal Cemetery,  The British Museum Press, London (1934)

## 外部連結
- 大英博物館網站上的《灌木叢中的公羊》 （页面存档备份，存于）
- 賓州大學博物館的《灌木叢中的公羊》 （页面存档备份，存于）